# Avignon-lès-Saint-Claude
 Avignon-lès-Saint-Claude  es una población y comuna francesa, en la región de Franco Condado, departamento de Jura, en el distrito de Saint-Claude y cantón de Saint-Claude (Jura).

## Demografía
| 136 | 166 | 164 | 319 | 361 | 309 |
| Para los censos de 1962 a 1999 la población legal corresponde a la población sin duplicidades (Fuente: INSEE [Consultar]) |     |     |     |     |     |